# World Cotton Centennial

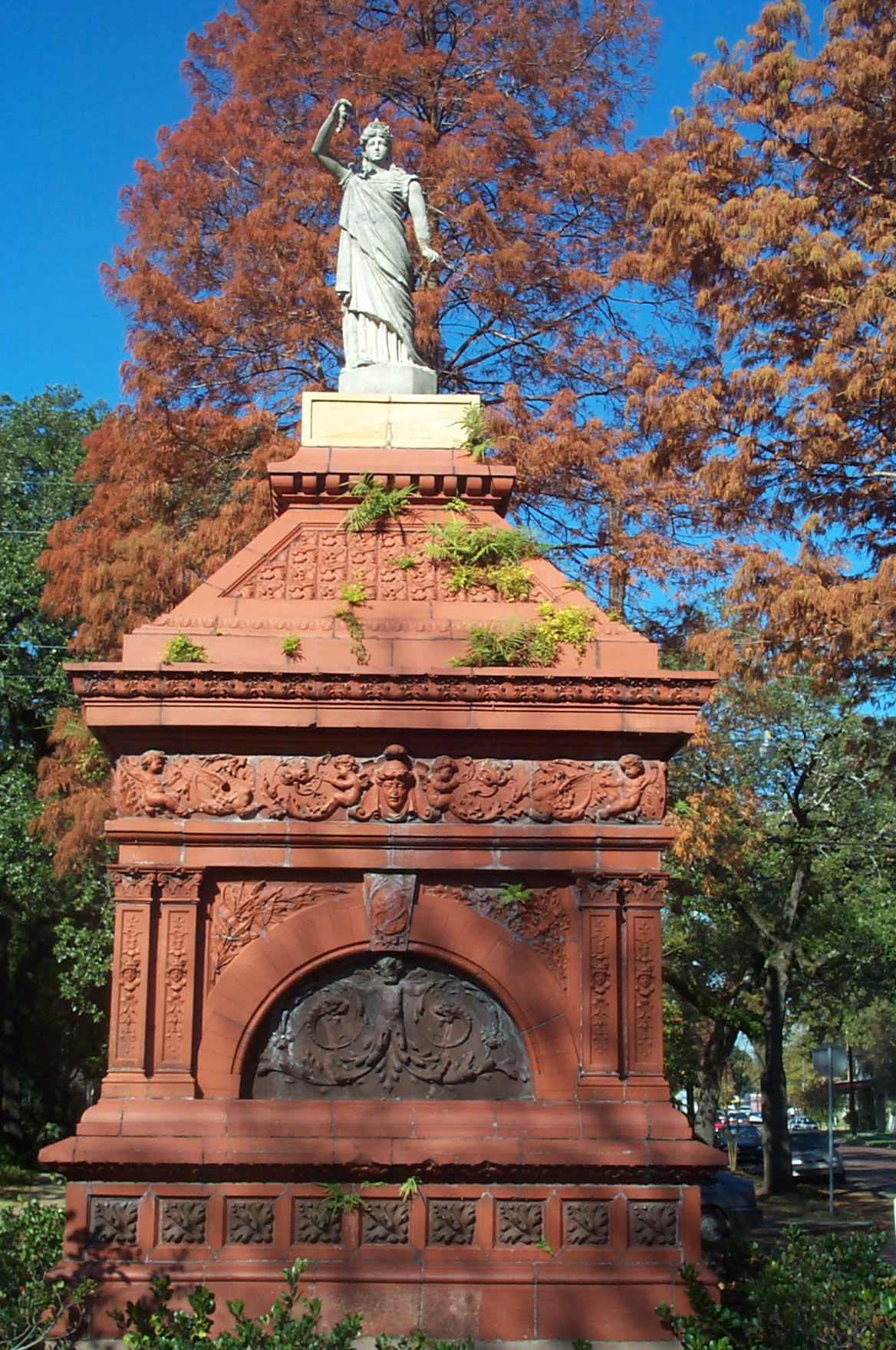
Det här monumentet finns på Esplanade Avenue i New Orleans och konstruerades 1884 för World Cotton Cenntennial

World Cotton Centennial var en världsutställning 1884 i New Orleans, Louisiana, USA. På den tiden var områdena kring Louisiana och övriga södra USA världsledande producenter av bomull (eng. World Cotton Centennial=Internationella hundraårsjubiléet för bomull).